# Cioilflow
Cioilflow è un singolo del rapper italiano Dani Faiv, pubblicato il 17 aprile 2020 come secondo estratto dal primo EP Scusate.

## Descrizione
Prodotto da Strage, il brano è stato realizzato con la partecipazione vocale di Salmo.

## Tracce
1. Cioilflow (featuring Salmo) – 3:06

## Classifiche
| Classifica (2020) | Posizione massima |
| ----------------- | ----------------- |
| Italia            | 9                 |